# 内田亨
内田 亨（うちだ とおる、1897年8月24日 - 1981年10月27日）は、日本の動物学者。北海道大学 名誉教授。学位は理学博士（東京帝国大学・1923年）。専門は動物分類学など。ウチダザリガニの献名者としても知られる。

## 来歴
1897年（明治30年）8月24日：静岡県生まれ。東京帝国大学理学部卒業。1923年（大正12年）4月、日本動物学会の機関誌「動物学雑誌」の編集委員のひとりであった江崎悌三が九州に異動となり、編集委員会は、岸田久吉、内田 亨の2名体制になったが年末に平岩馨邦が新たに加わり3名体制になった。1924年（大正13年）度末の日本動物学会評議員会の席で、1923年（大正12年）末に編集委員となった平岩馨邦が辞職を申し出たが入れられず、かわりに岸田久吉が勇退することになった。3月に岸田久吉が日本動物学会編集委員を辞任。同編集委員会は平岩馨邦、内田 亨の2名体制になった。
1932年（昭和7年）北海道帝国大学動物学科系統分類学講座初代教授に就任。動物系統分類学の確立に努め、両棲類の性転換なども研究した。
随筆などの著作もあり、1953年『きつつきの路』で第一回日本エッセイストクラブ賞受賞。1961年動物分類学会会長。

## 門弟の指導・育成
内田亨の指導のもとに育った有名な動物学者の数は大変多い。そのうち、浅沼靖（医学の立場から）、今村泰二（ミズダニ類の研究の引継ぎ）、江原昭三（農学の立場から）の3博士はそれぞれ異なるダニ群を専攻し、ダニ学会にとってかけがえのない存在となった。
内田享の系統動物学講座では、大学でゼミをすることももちろんあったが、内田の自宅で夜に行うことが多かった。たいてい夜7時頃に集まり、紅茶やお菓子が出され、動物の討論や漫談、それから欧米の学会の話などをすることが多かったが、時には内田は故人となった学者の話をすることもあった。12月のゼミナールは忘年会を兼ねて特に盛大で、この時は、内田の妻が自ら作ったフランス料理を食べたりすることもあったという。この時には北海道内にいる卒業生で遠く厚岸の実験所や函館にいる人たちも招かれた。
関心のある動物分野は幅広く、専門の無脊椎動物以外に鳥類や哺乳類に関する著作もある。

## 受賞・受章・栄典
- 1948年（昭和24年）12月8日：科学委員の一人として昭和天皇に拝謁する機会を得る。以後、しばしば天皇の研究に奉仕するようになる[13]。
- 1950年（昭和25年）10月14日：皇居の生物学御研究所に奉仕にあがり、昭和天皇からヒドロゾアに関する質問を受ける[14]。
- 1951年（昭和26年）3月28日：皇居に招かれ生物分類学の合同進講、座談会形式の意見交換会に出席。内田が進行役を担った[15]。
- 1956年（昭和31年）：日本エッセイストクラブ賞受賞。
- 1961年（昭和36年）：動物分類学会会長。
- 1981年（昭和56年）10月27日：死去。享年84。

## 著書
- 『日本動物分類 第3巻 第2編 腔腸動物門 鉢水母綱』（三省堂 1936年）
- 『魚の感覚』（創元社（科学の泉） 1946年）
- 『相撲雑感』（鶴文庫（珠玉叢書） 1947年）
- 『犬 その歴史と心理』創元社(創元選書、1948
- 『蜜蜂と花時計』（北方出版社 1948年 のち旺文社文庫）
- 『花の誘惑 昆虫の感覚』（北方出版社（理学モノグラフ)） 1949年）
- 『きつつきの路 随筆』東和社 1952年）
- 『動物学』（朝日新聞社（朝日新講座） 1953年）
- 『生物学実験法講座 第4巻 D 動物分類学研究法』（中山書店 1955年）
- 『子供の動物学』（誠文堂新光社（ぼくらの科学文庫） 1956年）
- 『猫の裁判』（大日本雄弁会講談社（ミリオンブックス） 1956年）
- 『象牙の河馬 随筆』大日本雄弁会講談社 ミリオンブックス 1956
- 『動物のちえものがたり』大日本図書（ものがたり百科） 1957年）
- 『犬の本』法政大学出版局、1957
- 『生物学の並木路』（内田老鶴圃 1957年）
- 『動物系統分類の基礎』（北隆館 1965年）
- 『象牙の塔の窓から』（雪華社（科学者随想叢書） 1967年）
- 『回想の札幌』ぷやら新書刊行会 1968
- 『動物百話』ニュー・サイエンス社 1971

### 共編著
- 黒田長久共著『哺乳類』中山書店 動物系統分類学 10下 . 脊椎動物 ; 4 |1963
- 内田, 亨; 岡田, 弥一郎 (1960). 動物の解剖・組織・発生. 全3巻. 岡田弥一郎共編. 中山書店. NCID BN02967665
- 谷津・内田動物分類名辞典 （谷津直秀、内田監修 中山書店、1972年）

### 翻訳
- オズボーン『生命の起原と進化』（宮下義信共訳）岩波書店、1931年。
- ジュリアン・ハックスリ『蟻』（小山東一共訳）創元社、1940年。
- カール・フォン・フリッシュ『蜜蜂の不思議』法政大学出版局、1953年。
  - カール・フォン・フリッシュ『ミツバチの不思議』（改訂版）法政大学出版局、1963年。
  - カール・フォン・フリッシュ『ミツバチの不思議 : その言葉と感覚』法政大学出版局〈コスモス・ブックス〉、1970年。
- ファーブル『昆虫記 若い人への古典案内』（内田雄一共訳編）社会思想社〈現代教養文庫〉、1972年。

## 論文
- 国立情報学研究所収録論文 国立情報学研究所